# إيلا (فلم)
إيلا وإسمه (بالتركية: Benim Dünyam) أي عالمي الخاص هو فيلم درامي تركي تم إنتاجه في سنة 2013 وقصته مأخوذة من الفيلم الهندي بلاك الذي تم إنتاجه في سنة 2005، والفيلم يتكلم عن قصة فتاة تولد وهي عمياء وصماء في نفس الوقت وتعيش حياة تعيسة إلى أن تستعين عائلتها بأستاذ خبير في التجاوب مع المعاقين من حالتها ويعلمها بعد ذلك كيفية عيش حياتها مع إعاقتها، الفيلم من إخراج وبطولة أوغور يوشيل مع الممثلة بيرين سات التي مثلت دور الفتاة المعاقة و أيجا بنجول و تورغاي كانتورك.

## وصلات خارجية
- مقالات تستعمل روابط فنية بلا صلة مع ويكي بيانات